# Fürst Ganzgott und Sänger Halbgott

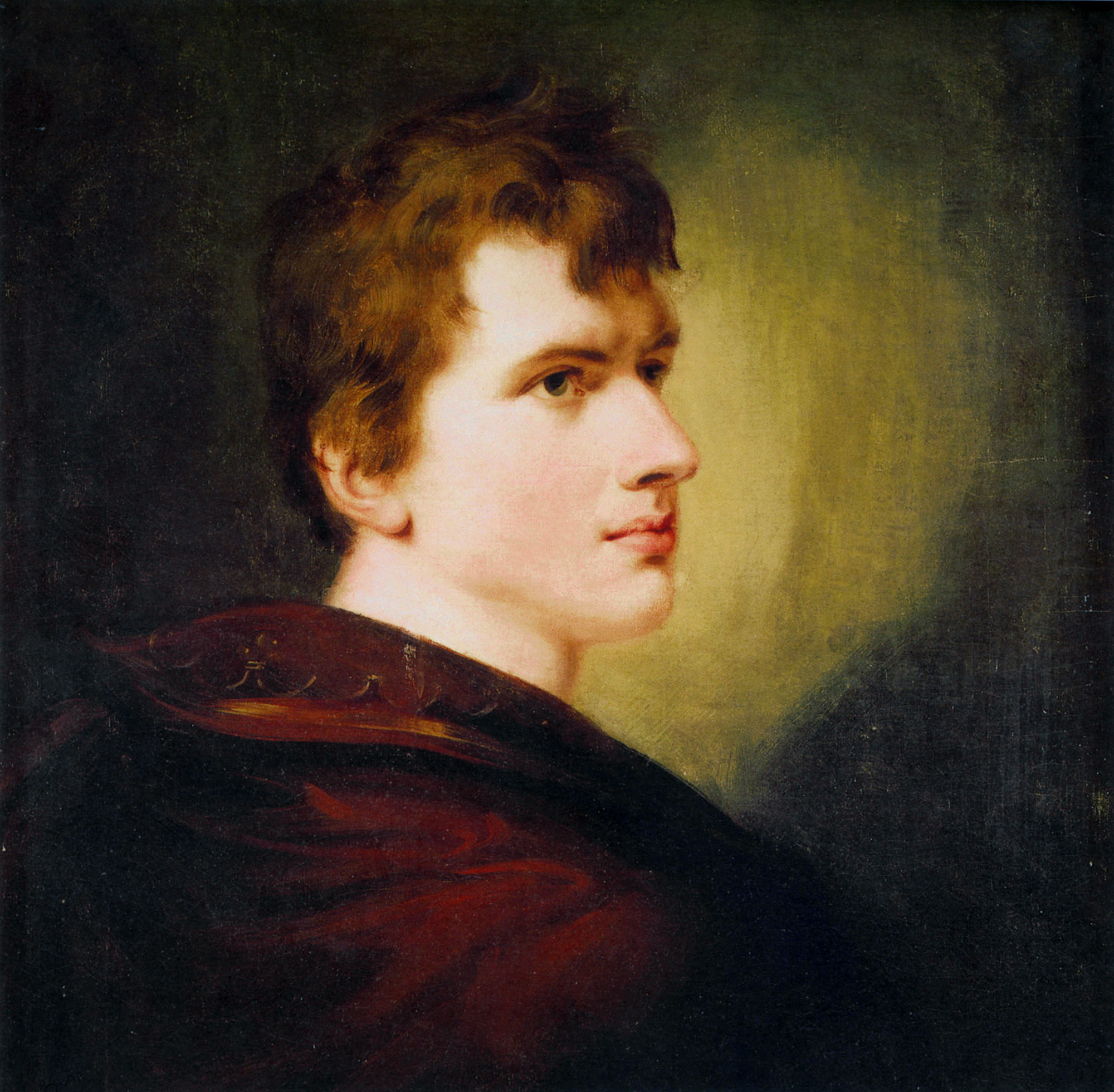
Achim von Arnim
(1781–1831)

Fürst Ganzgott und Sänger Halbgott ist eine Erzählung von Achim von Arnim, die im Juli 1818 in der Zeitschrift Der Gesellschafter oder Blätter für Geist und Herz in Berlin erschien. Im Sommer 1817 hatte sich der Autor zu einer Kur in Karlsbad aufgehalten. Zusammen mit deutschen Fürsten, dem Staatskanzler Hardenberg und sogar dem König von Preußen war Arnim dort an der Eger in allererster Gesellschaft gewesen.

## Inhalt
Karlsbad erreicht der müde Wanderer Halbgott des Abends. Der Sänger wundert sich, als er in dem Bad mit „Euer Durchlaucht halten zu Gnaden“ angesprochen wird. Die Verwunderung wächst, als er in einem Hotel einfach so in ein behagliches fürstliches Zimmer geleitet wird. Bald tritt Fürst Ganzgott, der rechtmäßige Bewohner, ein. Halbgott hat Glück. Der Fürst freut sich seines Ebenbildes und pfeift seinen Kammerherrn zurück. Endlich hat der von Langeweile geplagte Fürst sein Abenteuer. Er teilt Zimmer und Bett mit dem Fremdling. Am nächsten Morgen ergreift Halbgott die Initiative. Ganzgott muss nicht mehr das heiße Wasser aus der „unterirdischen Kloak“ trinken. Man sucht ein richtiges Café auf. Der Fürst macht sich Gedanken über die verblüffende Ähnlichkeit. Der Sänger antwortet keck, es seien zwei Fälle denkbar. Entweder habe sich der Vater des Sängers der fürstlichen Mutter genähert oder aber der fürstliche Vater sei der Mutter des Sängers zu nahe getreten. Zwar wäre sein Vater zu Lebzeiten in dem herrlichen Schlossgarten des Fürsten gewesen, doch er wisse nichts Genaues. Jedenfalls kommen die Doppelgänger rasch ins Geschäft. Der Sänger soll die Kälte der kinderlosen Fürstin mit Charme und entsprechendem Gesang überwinden. Dazu besteigt der Sänger in fürstlicher Uniform zusammen mit dem Kammerherrn, der eingeweiht wurde, die Reisekutsche. Mit seltenem Schauspieltalent erledigt der Sänger mit Fingerspitzengefühl den Geheimauftrag. Genau in dem Augenblick, als die Fürstin warm geworden ist, kommt der Fürst Ganzgott mit der Draisine daher, steigt bei der Fürstin ein und macht die Frau glücklich. Die Fürstin, nun ebenfalls ins Bild gesetzt, zeichnet den Halbgott aus. Zur Belohnung darf der Sänger auf dem Schloss bleiben und alles sagen, was er denkt. Halbgott staunt. Hofnarr ist er geworden. „Staatsminister“, korrigiert die Fürstin. Der Sänger begreift – nun singt er nicht mehr im „bretternen Theater“, sondern spielt im Staatstheater Komödie.
Der Fürst klärt seine Verdopplung noch auf. Der nachgemachte Fürst ward geboren, nachdem einstens der fürstliche Vater der Mutter des Sängers zu nahe getreten war.

## Zitat
- Was die Stimme des Sängers anrichtet: „Die Fürstin weinte vom oberen Stockwerk herunter, daß die Blumen glänzten.“[2]

## Rezeption
- Riley[3]: Der Sänger wirke als Pädagoge. Indem er den Fürsten von seiner Krankheit, der Langeweile, kuriert, führt er ihn ins Leben zurück.

### Zitierte Textausgabe
- Achim von Arnim: Fürst Ganzgott und Sänger Halbgott. S. 254–278 in Karl-Heinz Hahn (Hrsg.): Brentano. Arnim: Werke in einem Band. 364 Seiten. Bibliothek deutscher Klassiker. Herausgegeben von den NFG. Aufbau-Verlag Berlin und Weimar 1973 (1. Aufl.)